# Alstroemeria mollensis
Alstroemeria mollensis este o specie de plante monocotiledonate din genul Alstroemeria, familia Alstroemeriaceae, descrisă de Muñoz-schick și Axel Brinck. Conform Catalogue of Life specia Alstroemeria mollensis nu are subspecii cunoscute.